# Siphonogorgia dofleini
Siphonogorgia dofleini is een zachte koraalsoort uit de familie Nidaliidae. De koraalsoort komt uit het geslacht Siphonogorgia. Siphonogorgia dofleini werd in 1906 voor het eerst wetenschappelijk beschreven door Kükenthal. 